# 法爾思德
法爾思德（Edward Forrester，？—？），美國上校，在1860年6月2日，太平軍佔領蘇州當日，上海富商楊坊出資，美國人弗雷德里克·湯森德·華爾募集100餘人，成立洋槍隊，法爾思德在美籍隊長白齊文麾下擔任副隊長，驻扎松江广富林，初為太平軍陸順德擊敗；洋槍隊於7月16日袭取松江，建立总部。
- 1861年8月，洋枪队在松江改组，洋人任军官，中国人当兵，增编为七百余人，後再擴增至两千余人；
- 1862年1月，太平军二攻上海，佔領浦東，洋枪队溃败。1862年2月（同治元年一月），洋枪队改名常胜军。3月，清政府授華爾为参将，吴煦为督带，常胜军人数达五千人，5月初，常胜军进攻太平军，陷嘉定、青浦；万余太平军在李秀成率领反攻，滅常胜军，俘上校法尔思德（為華爾用「100萬發彈藥，200支兵器，總價值在舊制50萬美元」贖救回），收复失地，进围松江。